# Großer Leuchtberg
Der Große Leuchtberg ist ein 318,7 m ü. NHN hoher Berg bei Eschwege im nordhessischen Werra-Meißner-Kreis.

## Geographische Lage
Der Große Leuchtberg liegt etwa 1,7 km östlich der Eschweger Altstadt, südöstlich befindet sich Niederdünzebach und nordöstlich Schwebda. Zusammen mit dem rund 570 m südlich gelegenen und 288,6 m hohen Kleinen Leuchtberg (⊙) stellt er eine markante Singularität im Eschweger Becken dar, einem Teil des Unteren Werraberglandes. Beide Gipfel trennt der Leuchtbergsattel auf 211 m Höhe. Westlich vorbei fließt der Cyriakusbach und östlich der Dünzebach, die jeweils nach Tangieren des Großen Leuchtbergs in die den Berg am Nordfuß in Ost-West-Richtung passierende Werra münden; jenseits des Flusses befindet sich der Werratalsee. Unmittelbar unterhalb des Berges befindet sich der Spangenberg-Brunnen. Die Leuchtberge sind überwiegend mit Laubwald bewachsen.

## Bismarckturm
Auf dem Großen Leuchtberg steht, umgeben von vermutlich im 10. Jahrhundert n. Chr. entstandenen Ringwällen, der 1903 errichtete und 26 m hohe Eschweger Bismarckturm, ein Aussichtsturm, von dem der Blick unter anderem in das Eschweger Becken und die angrenzenden Höhenlagen möglich ist.

## Verkehrsanbindung und Touristik
Bis zum auf dem Leuchtbergsattel befindlichen Wanderparkplatz führt eine für den öffentlichen Verkehr freigegebene Straße, die auf Nebenstraßen der Landesstraße 3244 (Eschwege–Niederdünzebach) zu erreichen ist. Das Gebiet ist mit Rundwanderwegen erschlossen. Nördlich vorbei führt der Werratal-Radweg. Am Nordwesthang befindet sich das Kulturdenkmal Schäferhalle, am Fuß des Bergs gibt es einen Kletterpark.